# Batalion ON „Gdynia I”

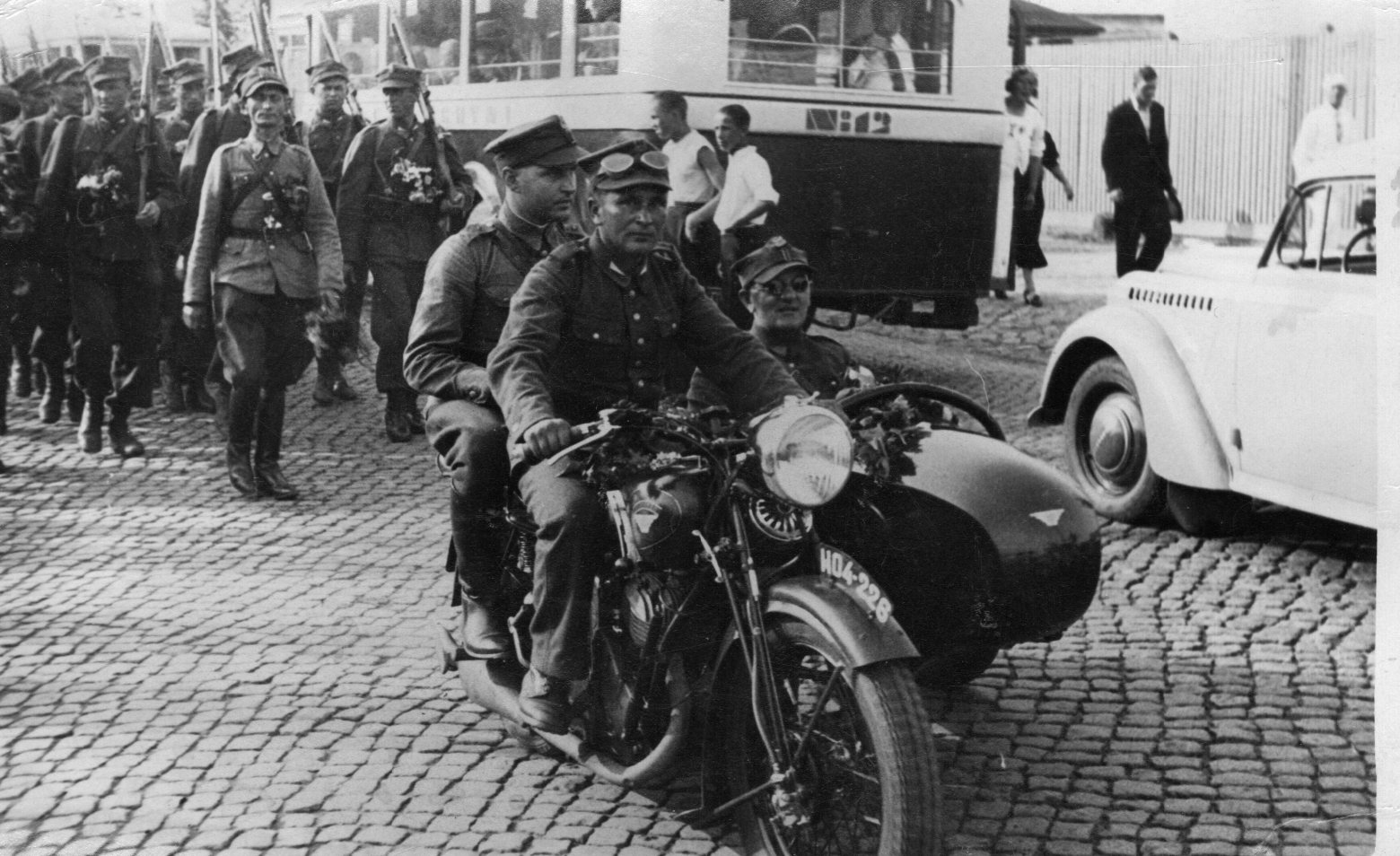
Major Stanisław Zaucha dowódca Batalionu ON „Gdynia I” na defiladzie w Gdyni w 1939 r.

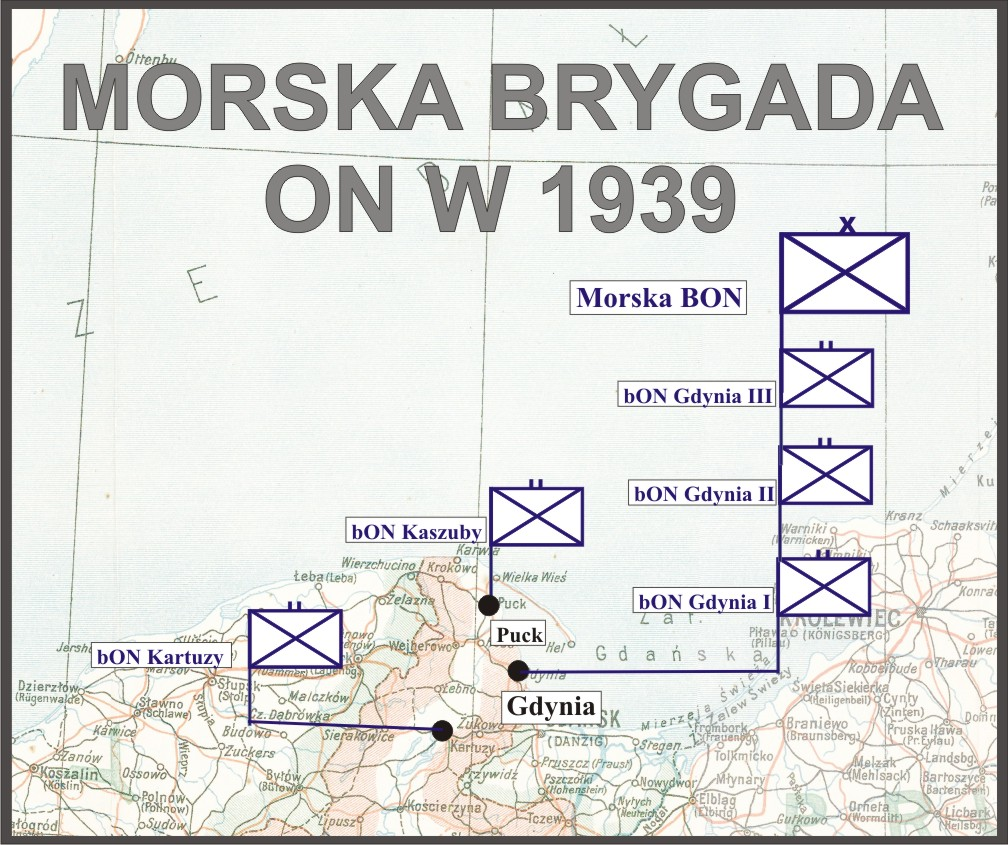
Morska Brygada ON

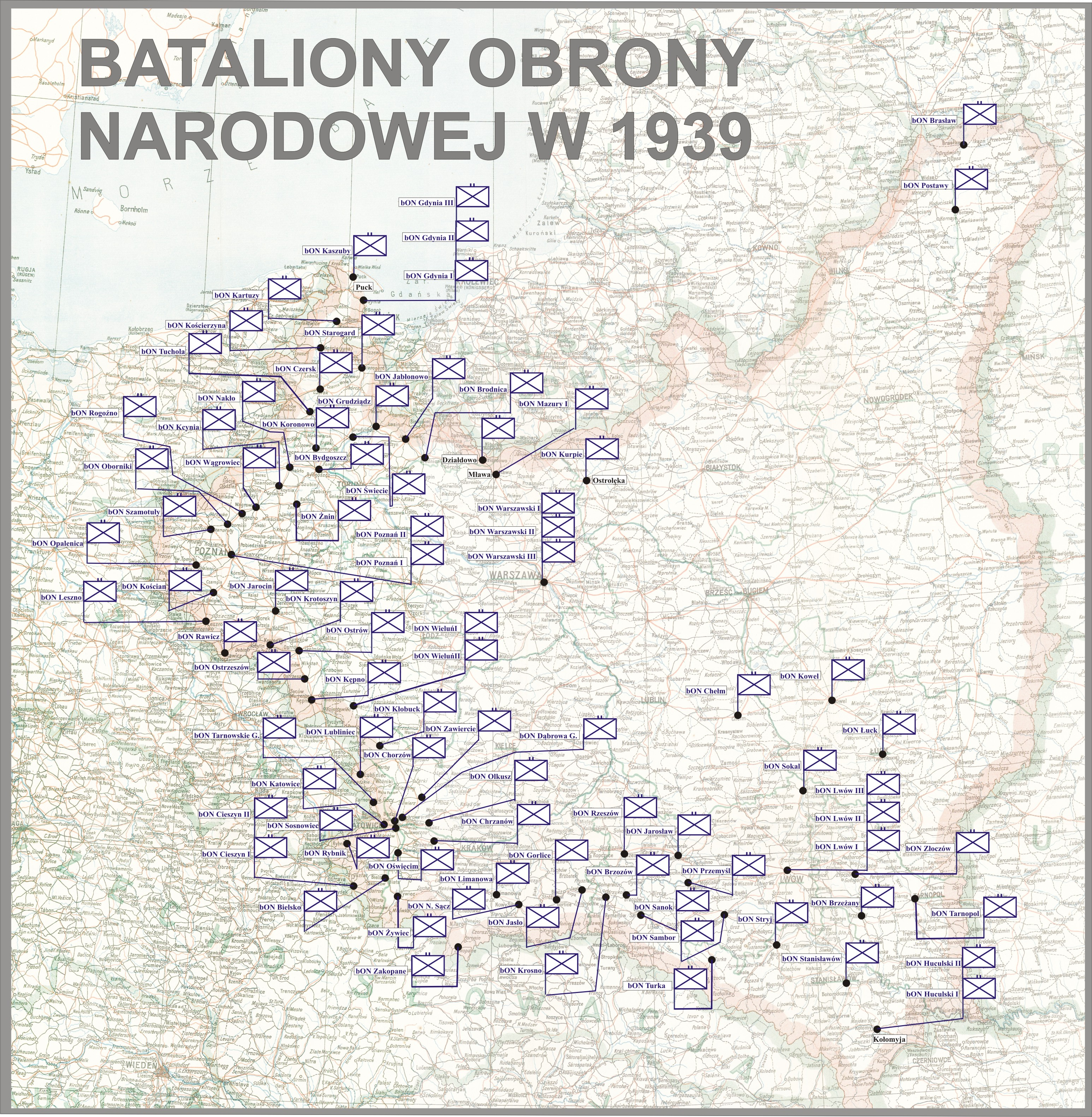
Obrona Narodowa w 1939

I Gdyński Batalion Obrony Narodowej (batalion ON „Gdynia I”) 3 morski batalion strzelców – pododdział piechoty Wojska Polskiego II RP. 

## Formowanie i zmiany organizacyjne
Batalion został sformowany jesienią 1937 roku, w Gdyni, w składzie Morskiej Brygady ON. W maju 1939 roku jednostka została przeformowana według etatu batalionu ON typu IV. Podczas mobilizacji alarmowej osiągnął etat batalionu piechoty typ. spec.
Zgodnie z planem mobilizacyjnym „W” I Gdyński batalion ON był zawiązkiem dla 3 morskiego batalionu strzelców – jednostki formowanej przez 2 morski batalion strzelców w Gdyni, w mobilizacji alarmowej, w grupie jednostek oznaczonych kolorem zielonym. Batalion został zmobilizowany w/g etatu batalionu piechoty typ spec. organizacji wojennej 3017. 

## Organizacja i obsada personalna batalionu w dniu 25 sierpnia 1939 r.
Dowództwo
- dowódca batalionu – mjr Stanisław Zaucha
- adiutant – ppor. rez. inż. Józef Langiewicz
- oficer informacyjny – ppor. rez. Bolesław Pelc
- oficer gospodarczy – ppor. rez. Marian Owoc
- płatnik – ppor. rez. Edmund Matczyński
- oficer żywnościowy – plut. pchor. Teodor Płotek
- lekarz – ppor. rez. dr Jerzy Matuszewski
- szef batalionu i dowódca drużyny – sierż. Leon Michniowski

Razem w dowództwie 7 oficerów, 30 szeregowych, 2 samochody ciężarowe, 1 motocykl, 1 samochód sanitarny, 10 wozów żywnościowych, 2 wozy sanitarne, 1 wóz bagażowo–kancelaryjny, 4 konie wierzchowe i 26 koni taborowych.
Pluton łączności 
- dowódca plutonu – por. rez. inż. Stanisław Ostrowski

4 patrole telefoniczne, centrala, 6 rowerzystów, 6 łączników konnych (bez koni), 2 patrole sygnalizacji świetlnej (bez migaczy), patrol sygnalizacyjny z lotnikiem.
Razem w plutonie 1 oficer, 35 szeregowych, 1 wóz narzędziowy, 2 konie, 6 rowerów.
Pluton kolarzy 
- dowódca plutonu – por. Tadeusz Jaroszewski

Razem w plutonie 1 oficer, 32 szeregowych, 1 motocykl, 32 rowery, 2 rkm.
Pluton pionierów
- dowódca plutonu – ppor. Wacław Gedroyć

Razem w plutonie 1 oficer, 22 szeregowych, 2 konie i wóz narzędziowy
1 kompania strzelecka
- dowódca kompanii – kpt. Stanisław Rolny
- dowódca I plutonu – ppor. rez. Stanisław Bussler
- dowódca II plutonu – ppor. rez. Zygmunt Fruczek
- dowódca III plutonu – ppor. rez. Józef Przygoński

Razem w kompanii 4 oficerów, 155 szeregowych, 9 rkm, 1 kuchnia polowa, 3 wozy, 8 koni taborowych i 1 koń wierzchowy.
2 kompania strzelecka
- dowódca kompanii – kpt. Wojciech Topa
- dowódca I plutonu – por. rez. Tomir Legocki
- dowódca II plutonu – ppor. rez. Bolesław Cwilewicz
- dowódca III plutonu – ppor. rez. Florian Drecki

Razem w kompanii 4 oficerów, 160 szeregowych, 9 rkm, 1 kuchnia polowa, 3 wozy, 8 koni taborowych i 1 koń wierzchowy.
3 kompania strzelecka
- dowódca kompanii – kpt. Jan Jarzębowski
- dowódca I plutonu – por. rez. Stefan Dzierżanowski
- dowódca II plutonu – ppor. rez. Tadeusz Krupiński
- dowódca III plutonu – ppor. Arkadiusz Chinczewski
- szef kompanii – sierż. Szczepan Waliszewski
- podoficer sanitarny – kpr. Antoni Durczak

Razem w kompanii 4 oficerów, 160 szeregowych, 9 rkm, 1 kuchnia polowa, 3 wozy, 8 koni taborowych, 1 koń wierzchowy.
kompania ciężkich karabinów maszynowych
- dowódca kompanii – por. rez. Bolesław Polkowski
- dowódca I plutonu – ppor. rez. Walerian Bogusz
- dowódca II plutonu – ppor. rez. Franciszek Kozłowski
- dowódca III plutonu – ppor. rez. Andrzej Mądrzak
- dowódca plutonu moździerzy – ppor. rez. inż. Bolesław Malisz

Razem w kompanii: 5 oficerów, 120 szeregowych, 9 ckm, 2 moździerze piechoty, 20 biedek, 1 kuźnia, 1 kuchnia polowa, 7 wozów taborowych, 38 koni taborowych, 1 koń wierzchowy.
Łącznie batalion liczył 26 oficerów oraz 714 podoficerów i szeregowych, a także 90 koni taborowych i 8 koni wierzchowych. Był uzbrojony i wyposażony w dziewięć ciężkich karabinów maszynowych wzór 1930, dwa 81 mm moździerze piechoty Stokes–Brandt, dwadzieścia dziewięć ręcznych karabinów maszynowych Browning wz. 1928, dwadzieścia biedek, trzydzieści jeden wozów, cztery kuchnie polowe, dwa samochody ciężarowe i jeden samochód sanitarny
Za kampanię wrześniową 1939 batalion został odznaczony Krzyżem Srebrnym Orderu Virtuti Militari.